# Rio Matipó
Rio Matipó är ett vattendrag i Brasilien.   Det ligger i delstaten Minas Gerais, i den sydöstra delen av landet, 700 km sydost om huvudstaden Brasília.
Omgivningarna runt Rio Matipó är huvudsakligen savann. Runt Rio Matipó är det ganska glesbefolkat, med 21 invånare per kvadratkilometer.